# Språkpolis

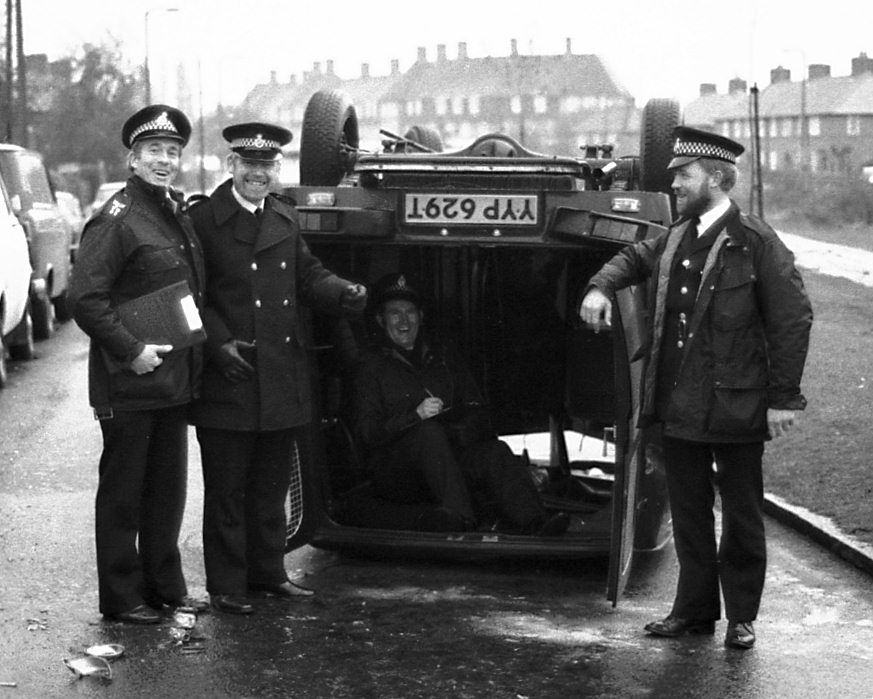

En språkpolis eller språkfascist är en skämtsam eller ironisk benämning på en person som korrigerar eller kritiserar andra personers språkbruk, ofta på grund av stavfel, särskrivningar och andra typer av språkfel. Språkpoliser förekommer både i tal och skrift, men de är kanske mest spridda på Internet, där många använder ett ledigt skriftspråk, framförallt i till exempel chattar och forum.
Ledigt skriftspråk avser det skrivna språk som påminner mer om talspråket än det normala och förutom på Internet också används i till exempel privata brev.